# Manuel Papsch
Manuel Papsch (* 21. April 1985 in Linz) ist ein ehemaliger österreichischer Handballspieler.
Papsch begann in seiner Jugend beim HC Linz AG Handball zu spielen. Mit den Oberösterreichern konnte der 1,88 Meter große Außenspieler 2002/03 den U19-Staatsmeistertitel feiern. Durch diese Leistung wurde er, wie einige andere Mannschaftskollegen, ins Junioren Nationalteam einberufen. Seine gesamte bisherige Karriere in der Handball Liga Austria verbrachte der Linzer seither bei den Stahl-Städtern. Mit dem HC Linz AG nahm er 2002/03 und 2003/04 am EHF-Pokal und 2010/11 am EHF Challenge Cup teil. Nach der Saison 2015/16 beendete der Linzer seine Karriere.
Sein Debüt für die österreichische Nationalmannschaft feierte Papsch am 4. Januar 2013 am Yellow Cup gegen Belarus.

## HLA-Bilanz
| Saison    | Verein     | Spielklasse | Tore | 7-Meter    | Feldtore |
| --------- | ---------- | ----------- | ---- | ---------- | -------- |
| 2008/09   | HC Linz AG | HLA         | 46   | 0/0        | 46       |
| 2009/10   | HC Linz AG | HLA         | 71   | 0/0        | 71       |
| 2010/11   | HC Linz AG | HLA         | 72   | 0/0        | 72       |
| 2011/12   | HC Linz AG | HLA         | 52   | 0/0        | 52       |
| 2012/13   | HC Linz AG | HLA         | 92   | 0/0        | 92       |
| 2013/14   | HC Linz AG | HLA         | 82   | 0/0        | 82       |
| 2014/15   | HC Linz AG | HLA         | 116  | 0/1        | 116      |
| 2015/16   | HC Linz AG | HLA         | 51   | 3/5        | 48       |
| 2008–2016 | gesamt     | HLA         | 582  | 3/6 (50 %) | 579      |